# Гранти Президента України для випускників професійно-технічних навчальних закладів
Гранти Президента України для випускників професійно-технічних навчальних закладів — фінансова підтримка державою випускників професійно-технічних навчальних закладів України, що надається з метою реалізації технічних проектів у сфері суспільного виробництва. Максимальний розмір кожного гранту не може перевищувати 30 тис. гривень.

## Історія
Гранти встановлені починаючи з 2005/2006 навчального року у кількості 20 згідно з Указом Президента України «Про Положення про гранти Президента України для випускників професійно-технічних навчальних закладів» від 28 грудня 2004 р. № 1561/2004 на виконання Указу Президента України «Про додаткові заходи щодо вдосконалення професійно-технічної освіти в Україні» від 18 вересня 2004 р. № 1102/2004:
|  | Заснувати, починаючи з 2005/2006 навчального року, ... двадцять щорічних грантів Президента України для випускників професійно-технічних навчальних закладів у розмірі, що визначається Кабінетом Міністрів України |

## Призначення
Грант може одержати громадянин України — випускник професійно-технічного навчального закладу протягом п'яти років з дня його закінчення. Для участі в конкурсі на одержання гранту претендент подає до 1 серпня року, що передує року його виплати, до Міністерства освіти і науки України заявку, до якої додаються:
- реєстраційна картка проекту;
- його опис;
- кошторис витрат[2];
- біографічна довідка;
- два рекомендаційні листи.

Розгляд та експертизу заявок, конкурсний відбір і висунення претендентів на отримання гранту здійснює експертна рада Міністерства освіти і науки України. Міністерство ж подає на розгляд Кабінетові Міністрів України пропозиції щодо надання та розмірів грантів. Президент України за поданням останнього призначає гранти і встановлює їхні розміри.

## Одержувачі
| Рік             | 2005 | 2006 | 2007 | 2008 | 2009 |
| --------------- | ---- | ---- | ---- | ---- | ---- |
| Кількість, осіб | н/п  | н/п  | н/п  | н/п  | 3    |

## Фінансування
Фінансування витрат, пов'язаних з виплатою грантів, здійснюється за рахунок Державного бюджету.